# 甘榜格灵芝

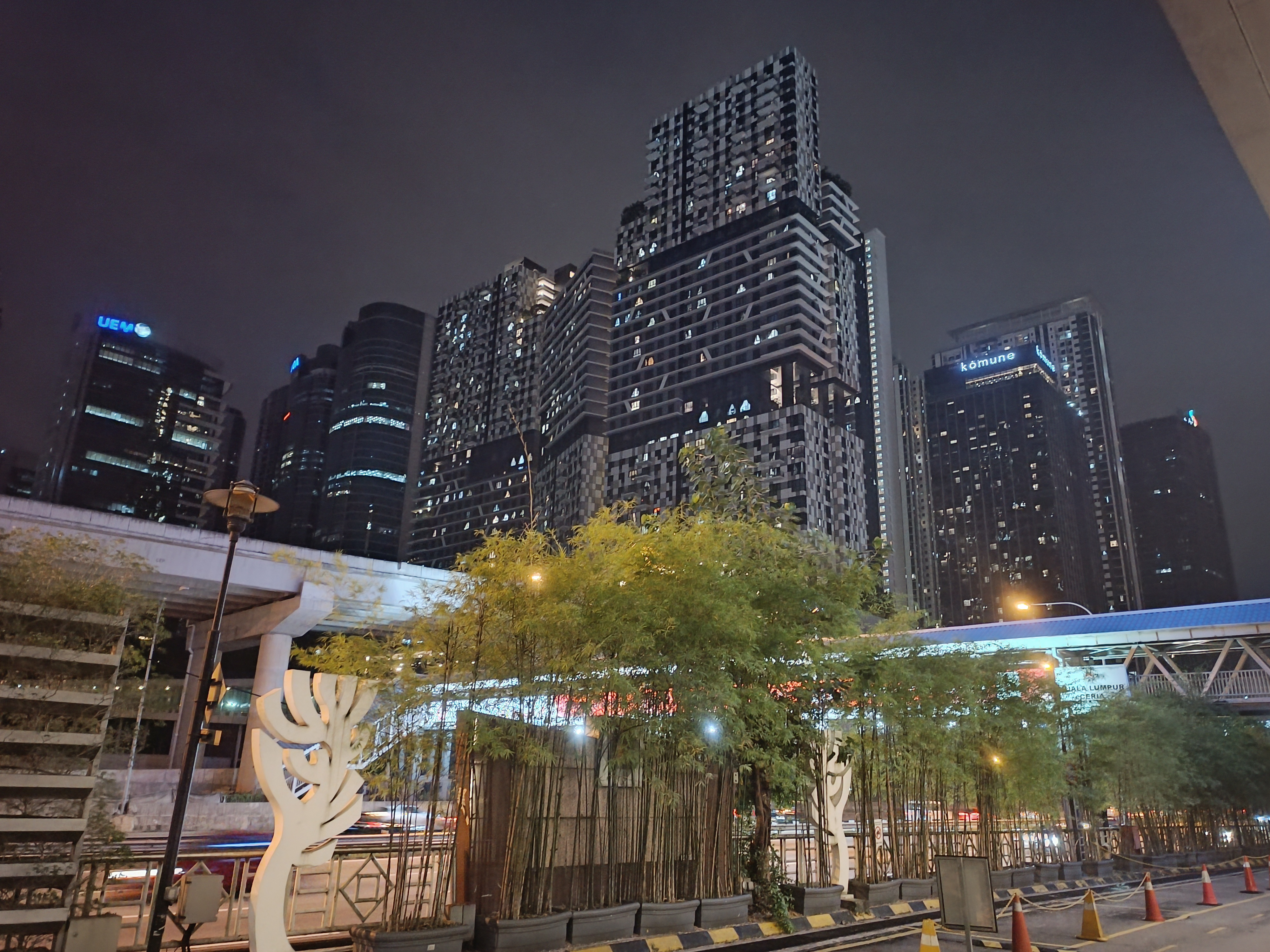
夜晚的孟沙南城高楼

甘榜格灵芝，或更为大众熟知的"孟沙南城"（英語：Bangsar South），是馬來西亞吉隆坡的綜合房地產開發案。孟沙南城位於孟沙、市中心和八打靈再也之間約240,000平方公尺（60英畝）三角地帶的地區，并由UOA集團負責開發，興建數棟現代化辦公大樓、中高價位公寓，以及商業空間。孟沙南城也鄰近馬來西亞電訊大廈、谷中城美佳廣場，稍遠處有吉隆坡廣播大廈、馬來亞大學等知名地標，精英大學、泰萊大學等高等教育學府也在附近。
2007年在開工之前，開發商在甘榜格靈芝進行了道路及附屬人行道拓寬和景觀美化，試著吸引民眾遷移到孟沙南城。

## 醫療機構
2012年Menara LifeCare （页面存档备份，存于）開始營運，另外馬來西亞大學醫學中心也在附近。

## 交通

### 铁路
轨道交通
- 5 格拉那再也綫： KJ18 格灵芝站、 KJ19 大學站

### 道路
- - 精明隧道：可前往吉隆坡市中心。
  - 新班底大道：可前往吉隆坡市中心的機場快鐵中央車站。
- 聯邦大道：可前往巴生港口和梳邦機場。
- 斯迪亞旺沙－班底高架大道（SPE Highway）：預計于2020年完工，可通过加叻大道前往云顶高原。

### 巴士
快捷通巴士
- T789（武吉安卡沙，Bukit Angkasa↔马来亚大学）

GO吉隆坡城市巴士
- 粉红线

## 政治
甘榜格灵芝属于班底谷国会议席，该议席在马来西亚下议院的代表为来自希盟公正党的法米法兹。